# Auguste Savagner
Auguste Savagner (1808–1849) est un historien français.

## Biographie
François-Charles-Frédéric-Auguste Savagner naît le 7 février 1808 à Cassel, dans le royaume de Westphalie (alors sous domination napoléonienne), où son père occupe un emploi dans l'administration. Licencié ès Lettres, il est reçu second à l'agrégation d'histoire et de géographie (1831), il remplit diverses fonctions dans l'instruction publique avant de devenir professeur d'histoire au Collège royal de Lyon,.
En 1848, lors de la révolution de Février, il se mêle aux agitations politiques et devient, dans le 11e arrondissement de Paris, capitaine dans la garde nationale, ; cependant, dédaignant les « clubs bruyants » et les « doctrines subversives », son goût pour les grades le rend suspect aux yeux de certains révolutionnaires. Pendant les journées de Juin, il tente de prévenir les effusions de sang mais, pour avoir hébergé l’agitateur anarchiste Turmel, il est arrêté et condamné à l'exil à Belle-Île-en-Mer, en Bretagne. Il meurt en détention au Palais, le 14 novembre 1849, à l'âge de quarante-et-un ans.
Auguste Savagner est l'auteur de nombreux ouvrages historiques. La plupart de ses écrits sont de petits abrégés historiques faisant partie de la Bibliothèque populaire. Comme traducteur, on lui doit des versions de l'Histoire des Goths de Jornandès (1842) et du traité de Sextus Pompeius Festus, De significatione verborum (1846), insérées dans la Bibliothèque latine-française et publiées par la maison Panckoucke ; il a traduit de l'allemand et continué l'Histoire d'Allemagne par Ludwig Lüders (1843), et a fourni des articles à l'Encyclopédie des gens du monde et au Dictionnaire de la conversation et de la lecture.
Il fut également membre de la Société historique, archéologique et littéraire de Lyon.

## Publications sélectives
- Histoire de France jusqu'en 1789, 1re partie, Bacquinois et Appert, Paris, 1833 (lire en ligne).
- Histoire de Napoléon  d'après M. de Norvins, M. le comte de Las Cases, le général Gourgaud, etc., Éverat, imprimeur, Paris, 1833 (lire en ligne).
- Histoire de France depuis Clovis jusqu'à nos jours, Adolphe Rion, éditeur, Paris, 1835.
- Histoire des établissemens des Européens aux Indes-Orientales, Adolphe Rion, éditeur, Paris, 1835 (lire en ligne).
- Histoire des Arabes et des Turcs, Beaujouan, éditeur, Paris, 1835 (lire en ligne).
- Histoire d'Allemagne, Adolphe Rion, éditeur, Paris, 1835.
- Histoire de Prusse, Adolphe Rion, éditeur, Paris, 1835 (lire en ligne).
- Histoire de Charlemagne, Parent-Desbarres, Paris, 1843.
- Les Bourbons : Histoire de la maison de Bourbon, des princes et personnages illustres qui en sont issus, tome I, J. Delahaye et Dartout, Libraires-Éditeurs, Paris, 1845 (lire en ligne).